# 世界硬式空手道連盟
世界硬式空手道連盟（せかいこうしきからてどうれんめい）は空手団体の一つ。NPO法人世界硬式空手道連盟（WKKF)が運営しており、全日本選手権大会32回（2015年9月現在）、世界選手権大会は20回（2015年11月現在）が開催されている。
フルコンタクト空手、スーパーセーフ開発者である久高正之が創設。

## 目的
世界硬式空手道連盟は21世紀を担う青少年及び一般の市民に対して、硬式空手道の啓発・浸透・育成に関する事業を行い、青少年の健全な心身の育成、年齢・地域を超えた人的国際交流の促進を図り、硬式空手道のイベント企画運営事業及びスポーツ文化普及事業を通じて、スポーツの振興・発展、ひいては、豊かな地域社会の形成に寄与することを目的とし、特定非営利活動を行う。とされている。

## 略歴
- 1980年 – 第1回国際親善硬式空手道選手権開催 「国際硬式空手道連盟」（現 世界硬式空手道連盟）設立
- 1981年 – 第1回全日本選手権大会開催。「日本硬式空手道協会」設立 後に「全日本硬式空手道連盟」に改称

## 組織
世界硬式空手道連盟本部
アジア
オーストラリア・ニュージーランド・全日本・中国・インド・マレーシア・インドネシア・スリランカ
アフリカ
アルジェリア・マリ・コートジボアール・南アフリカ・セネガル・カナダ・アメリカ合衆国・ベネズエラ
ヨーロッパ
ポルトガル・スペイン・スイス・ドイツ・イギリス・オランダ・フランス・ロシア・ギリシャ・ブルガリアジョージア・アゼルバイジャン・キルギスタン

## ルール
- 硬式空手には「組手競技」、「形競技」、「分解組手競技」がある。
- 組手競技では、素手・素足・面・胴に、防具を着用
- 縦横9メートルの畳、又は安全マットのコート
- 試合は主審1名、副審2名、監査1名

一本技
一本技とは、正しい空手道の「突き技・蹴り技・打ち技」が充実した気迫と適正な間合いで「相手の上段(面)・又は中段(胴) 」に的確にコントロールして極め、相手を完全に制したものとする。
- 足払い、投げ技などによって相手を完全に制御した状態で、コントロールされた突き技、蹴り技が入った場合
- 連続して3本以上の技が入り、相手が反撃できなかった場合
- 安全具の上に入った攻撃によって、相手がアンバランスな状態になった時・倒れた時・試合続行に危険がある時・戦意を喪失した時
- ポイントは何点とっても合わせて技一本勝ちとはせず、「技あり」は1点とし、あくまで一本勝ちを目指す。 一本が試合時間内に出ない場合は、ポイントの多少で判定とする。

加点方式
突き技、打ち技は1ポイント、蹴り技は2ポイントとなる。(安全防具の上に的確にコントロールされた技が入ったとき。)
相手が背面を見せたところに対して寸止めで突き・蹴りが極まった場合はすべて1ポイントとなる。
先の技、対の技、後の技が認められ、相打ち技、反撃技、連続技が得点につながる。
赤の選手が突き技、蹴り技を連続で極め、白の選手が蹴り技で反撃して双方の技が極まった場合は、
- 赤の選手に突き技1ポイントと蹴り技2ポイントの合計3ポイント
- 白の選手の蹴り技に2ポイント

が加算される。このように双方の技が同時にポイントになる加点方式が、硬式空手道の大きな特徴である。
判定
- 時間内に一本が決まらぬ場合は、「技有り」の有無と多少により、優劣が決められ「判定」になる。
- 「技有り」が同数、あるいはどちらもない場合は「引き分け」となり、延長戦となる。
- 延長戦でも「引き分け」になった場合は再延長し、先取り一本勝負となる。

## 階級
体重と年齢によるランキング制。
組手成人男子
- 軽量級	- 63.5kg
- 中量級	63.5kg - 73.0kg
- 軽重量級 73.0kg - 82.0kg
- 重量級	82.0kg -

組手成人女子
- 軽量級	 - 54.0kg
- 中量級	54.0kg - 61.0kg
- 軽重量級 61.0kg -

組手少年少女
- 小学生低学年(1,2,3年生)
- 小学生高学年(4,5,6年生)
- 中学生(1,2,3年生)
- 高校生(1,2,3年生)

時間制限制
- 組手成人男子	3分・一本勝負
- 組手成人女子	2分・一本勝負
- 組手少年少女(中・高校生)	2分・一本勝負
- 組手少年少女(小学生)	1分30秒・一本勝負

形競技のルール
審判団は、4名から構成され各人50点を持ち200点満点中の取得した点数で勝敗を決定、50点の内訳は、全10項目各5点とし加算方式とする。
形競技は、POWER COTROL（力の強弱）・BODY CONTROL（体の伸縮）・SPEED CONTROL（技の強弱）を基本とし、礼儀、マナー、目付け、呼吸、突きの威力、蹴りの高さ、修練度など各項目毎に1～5点を採点
分解組手競技のルール
- 3名1組で棒を使用して行う
- 分解組手は、形を『剛法、柔法、武器法』の3つに分け演武を行う。
- 分解組手は形の理解度、剛法・柔法・武器法への熟慮度を競い合う。

## 級段位・色帯・称号
段
- 初段勇士 15歳
- 弐段行士 16歳  初段取得後2年以上経過したもの
- 参段修士 17歳 弐段取得後3年以上経過したもの
- 四段拳士 18歳 参段取得後4年以上経過したもの
- 五段拳豪 21歳 四段取得後5年以上経過したもの
- 六段錬士 28歳 五段取得後6年以上経過したもの
- 七段教士 35歳 六段取得後7年以上経過したもの
- 八段範士 45歳 七段習得後8年以上経過したもの

級
- 茶 1・2級
- 緑 3・4級
- 橙・桃 5・6級
- 黄   7・8級
- 白 9・10級